# Nahverkehr in Almere

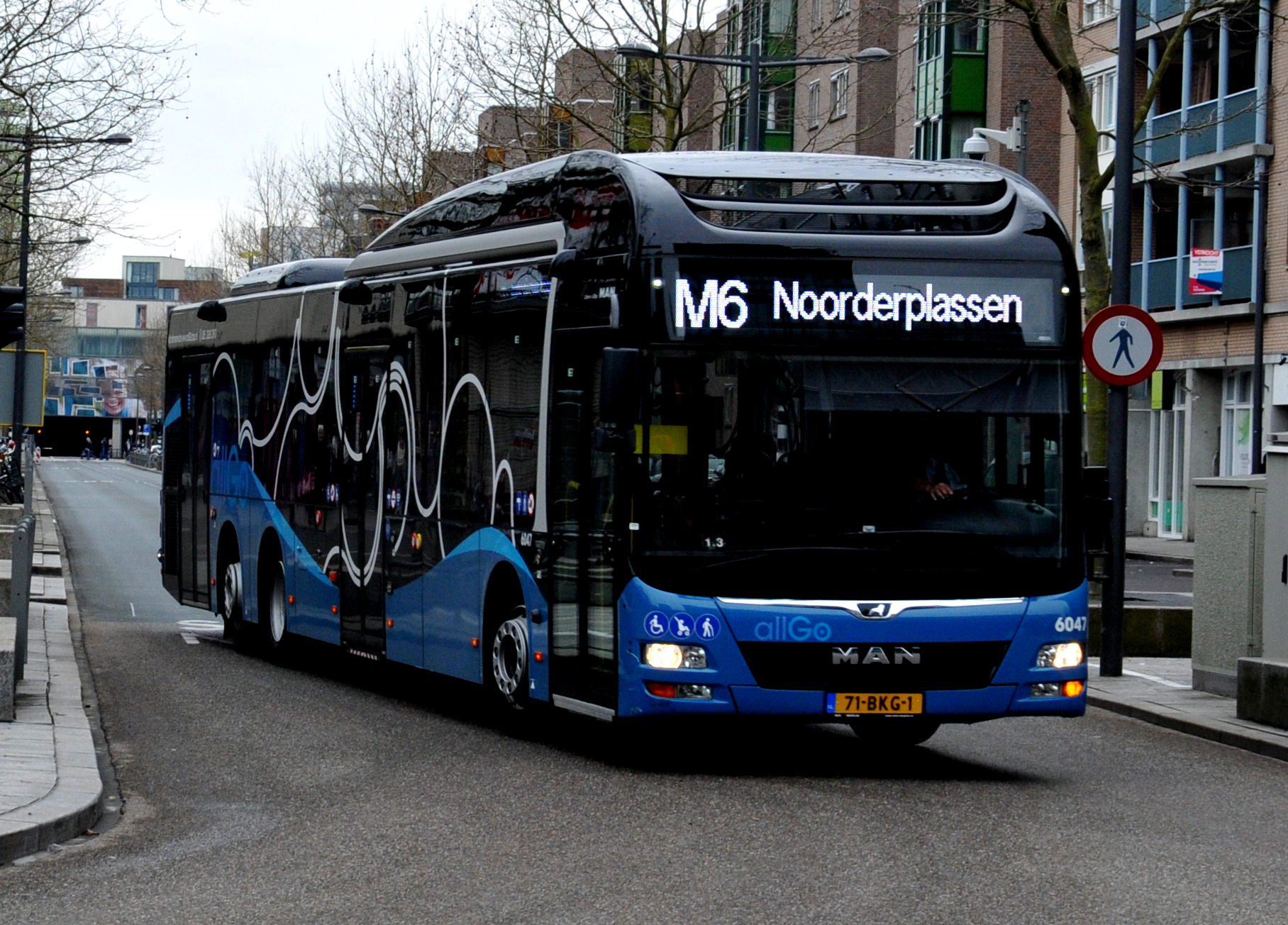
Bus von Keolis Nederland

Der Hauptteil des Nahverkehrs in Almere wird von der niederländischen Firma Keolis Nederland unter dem Markennamen allGo erbracht. Sie betreibt in Almere derzeit neun Buslinien und weitere drei Nachtbuslinien.

## Busspuren
Bei der Planung der Stadt Almere wurde auf die Trennung des Verkehrs besonders geachtet. Infolgedessen wurden für den städtischen (und überregionalen) Buslinienverkehr besondere Busspuren errichtet, die in der Regel von anderen Fahrzeugen – mit Ausnahme von Dienst- und Gemeindefahrzeugen, Krankentransportern und bestimmten Polizeifahrzeugen – wegen der sogenannten Busschleusen nicht befahren werden können. Es gibt nur wenige innerstädtische Linien, die auf Teilabschnitten keine Busspur nutzen können und sich deshalb die öffentlichen Fahrbahnen mit dem übrigen Verkehr teilen müssen. Hier seien insbesondere die Linien 1 und 5 erwähnt, die in Almere-Buiten in einem Teilstück ihres Verlaufs die Straße Evenaar benutzen. In diesem Zwischenstück befindet sich allerdings keine Haltestelle (niederländisch halte). Auch die Linie 6 muss in ihrem Linienverlauf für ein kurzes Stück die Busspur verlassen und den Muziekdreef benutzen, um dann im neuen Ortsteil Noorderplassen wiederum eine eigene Busspur benutzen zu können. Diese wird mit Hilfe einer Anrufschranke im Einfahrtbereich gesichert.
Die wohl wichtigsten Busspuren sind:
- die Busspur von Almere-Stad über die Busstation 't Oor nach Almere-Haven, die in diesem Stadtteil von der Linie M1 befahren wird,
- die Busspur von Almere-Stad über Waterwijk und den Fanny-Blankers-Koen-Sportpark nach Almere-Buiten, die von der Linie M2 befahren wird,
- die Busspur von Almere-Stad über Parkwijk, Tussen de Vaarten und Landgoederenbuurt nach Almere-Buiten, die von der Linie M7 befahren wird.

## Derzeitige städtische Buslinien

### Tageslinien
Mit der Übernahme des Nahverkehrs von der Firma Keolis Nederland wurde das Liniennetz am 10. Dezember 2017 neu geordnet. Bei den neuen Buslinien steht der Buchstabe M für Metrobus.
| Linie | Name                | Verlauf | Takt (HVZ)                          |
| ----- | ------------------- | --- | ----------------------------------- |
| M1    | Havenmetro          | Almere-Stad, Station Centrum − Almere-Stad, Stedenwijk – Almere, Busstation ’t Oor – Almere-Haven, De Steiger – Almere-Haven, De Marken – Almere-Haven, Centrum − Almere-Haven, De Steiger                                                                    | 5 min                               |
| M2    | Buitenmetro         | Almere-Stad, Station Centrum − Almere-Stad, Station Parkwijk – Almere-Stad, Tussen de Vaarten – Almere-Buiten, Station Buiten – Almere-Buiten, Seizoenenbuurt – Almere-Buiten, Station Oostvaarders − Almere-Buiten, Stripheldenbuurt-Oost                    | 5 min bis Oostvaarders, dann 10 min |
| M3    | Muziekmetro         | Almere-Stad, Station Centrum − Almere-Stad, Kruidenwijk – Almere-Stad, Station Muziekwijk − Almere-Stad, Componistenpad | 10 min                              |
| M4    | Poortmetro          | Almere-Stad, Station Centrum − Almere Stad, Station Muziekwijk – Almere-Stad, Literatuurwijk – Almere-Poort, Homeruskwartier – Almere-Poort, Columbuskwartier − Almere-Poort, Station Poort                                                                   | 5 min                               |
| M5    | Dansmetro           | Almere-Stad, Station Centrum − Almere-Stad, Danswijk – Almere-Stad, Station Parkwijk – Almere-Stad, Verzetswijk – Almere-Stad, Tussen de Vaarten − Almere-Stad, Sallandsekant                                                                                 | 5 min                               |
| M6    | Noorderplassenmetro | Almere-Stad, Station Centrum − Almere-Stad, Kruidenwijk – Almere-Stad, Beatrixpark − Almere-Stad, Noorderplassen-Noord | 7,5 min                             |
| M7    | Parkmetro           | Almere-Stad, Station Centrum – Almere-Stad, Station Parkwijk – Almere-Stad, Verzetswijk – Almere-Stad, Tussen de Vaarten – Almere-Buiten, Station Buiten – Almere-Buiten, Regenboogbuurt – Almere-Buiten, Eilandenbuurt − Almere-Buiten, Station Oostvaarders | 5 min                               |
| 22    | flexiGo             | Almere-Buiten, Station Buiten – Almere Buiten, Molenbuurt Noord – Almere-Buiten, Penitentiaire Inrichting Almere | 15 min                              |
| 25    | nobelGo             | Almere-Stad, Sallandse Kant − Almere-Hout, Vinkweg – Almere-Hout, Melkfabriek − Almere-Hout, Infopunt Nobelhorst | 15 min                              |

### Nachtlinien
Bei den drei Nachtlinien handelt es sich nicht mehr um städtische Linien. Sie beginnen und enden in Amsterdam, Leidseplein.
Die Linie N21 führt über Busstation ’t Oor, Walt Disneyplantsoon, Station Centrum und Waterwijk zur Station Buiten.

Die Linie N22 führt über Station Poort, Literatuurwijk, Muziekwijk, Kruidenwijk, Station Centrum und Station Parkwijk, Danswijk und Buiten zur Station Oostvaarders.

Die Linie N23 führt über Busstation ’t Oor, Haven und wieder Busstation ’t Oor zur Station Centrum.

## Historische Entwicklung

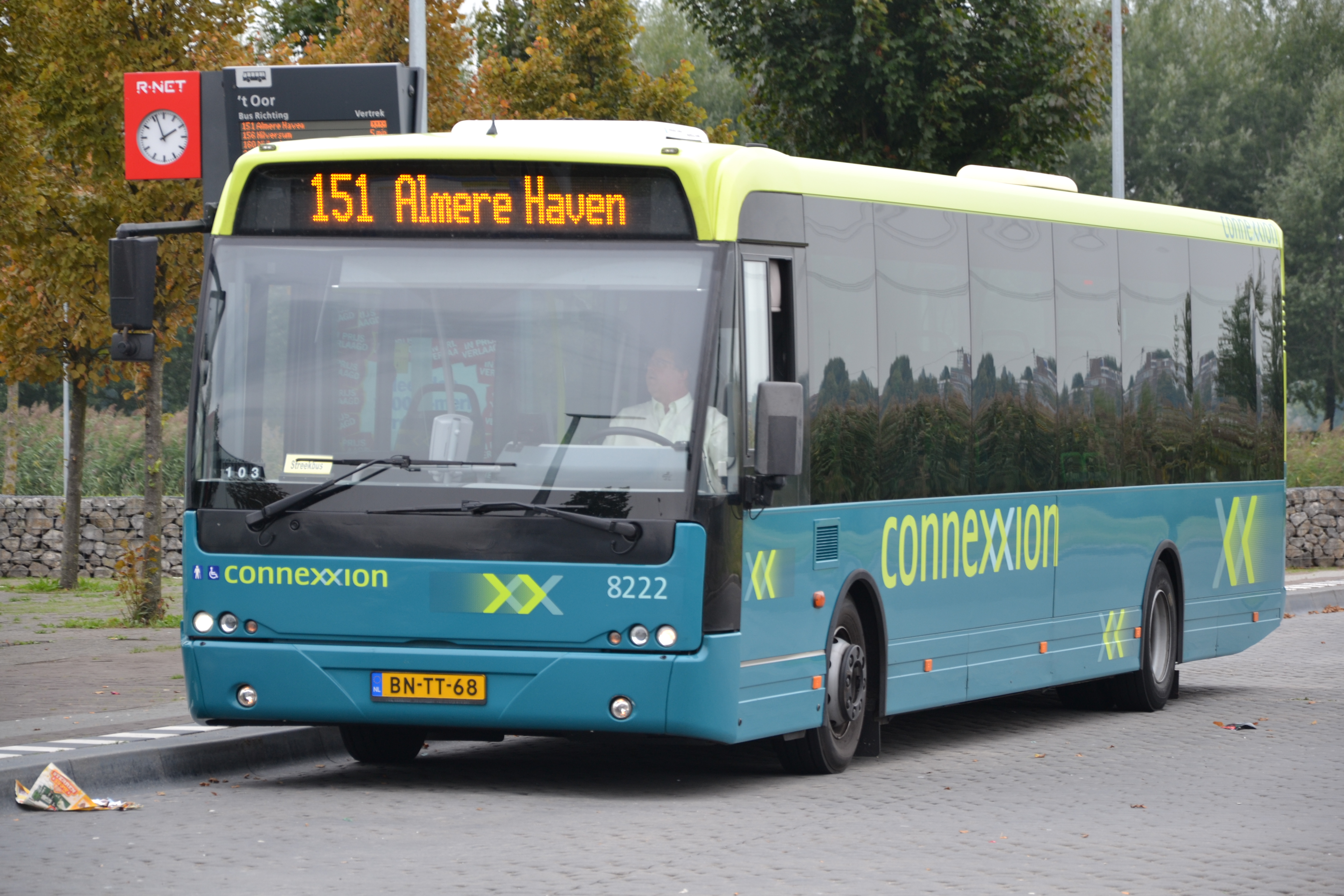
Bis 2017: Bus von Connexxion in Almere

Die Linienentwicklung passt sich der Bevölkerungsentwicklung an. So gab es im Verlauf der Zeit zusehends mehr städtische Linien, die einen immer größer werdenden Einzugsbereich zu bedienen hatten. Manche Linien entfielen. Es kam vor, dass eine ausgefallene Liniennummer später einer anderen neuen Linie zugewiesen wurde. Die Firma Connexxion bediente als einzige Firma seit etlichen Jahren das Liniennetz in Almere. Zuvor war die Firma Midnet, die auch den Stadtverkehr in Lelystad und in Zwolle betrieb, für den Stadtverkehr in Almere zuständig.
Am 10. Dezember 2017 übernahm die Firma Keolis Nederland den Nahverkehr in Almere. Die wichtigsten Linien werden seitdem als Metrolinien bezeichnet. Seit demselben Zeitpunkt gibt es keine städtischen Nachtlinien mehr. Alle Nachtbusse verbinden Almere mit Amsterdam.
Linie 1
| Jahr oder Datum | Verlauf |
| --------------- | --- |
| 1990            | Almere-Haven, Centrum – Almere, ’t Oor – Almere-Stad, Stedenwijk – Almere-Stad – Almere-Stad, Waterwijk – Almere-Buiten                                                                                                |
| 24.05.1998      | Almere-Haven, Centrum – Almere, ’t Oor – Almere-Stad, Stedenwijk – Almere-Stad – Almere-Stad, Waterwijk – Almere-Buiten – Almere-Buiten, Regenboogbuurt                                                                |
| 26.08.2001      | Almere-Haven, Centrum – Almere, ’t Oor – Almere-Stad, Stedenwijk – Almere-Stad – Almere-Stad, Waterwijk – Almere-Buiten – Almere-Buiten, Eilandenbuurt                                                                 |
| 04.05.2003      | Almere-Haven, Centrum – Almere, ’t Oor – Almere-Stad, Stedenwijk – Almere-Stad – Almere-Stad, Waterwijk – Almere-Buiten – Almere-Buiten, Eilandenbuurt – Almere-Buiten, Oostvaarders                                   |
| 26.08.2007      | Almere-Haven, Centrum – Almere, ’t Oor – Almere-Stad, Stedenwijk – Almere-Stad – Almere-Stad, Waterwijk – Almere-Buiten – Almere-Buiten, Eilandenbuurt – Almere-Buiten, Oostvaarders – Almere-Buiten, Stripheldenbuurt |
| 14.12.2014      | Almere-Haven, Centrum – Almere, ’t Oor – Almere-Stad, Stedenwijk – Almere-Stad – Almere-Stad, Waterwijk – Almere-Buiten – Almere-Buiten, Oostvaarders                                                                  |
| 10.12.2017      | entfällt |

Linie 2I
| Jahr | Verlauf                                                                                    |
| ---- | ------------------------------------------------------------------------------------------ |
| 1990 | Almere-Haven, Centrum – Almere, ’t Oor – Almere-Stad, Stedenwijk – Almere-Stad, Muziekwijk |
| 1994 | entfällt                                                                                   |

Linie 2II
| Datum      | Verlauf                                                                                    |
| ---------- | ------------------------------------------------------------------------------------------ |
| 01.10.1995 | Almere-Haven, Centrum – Almere, ’t Oor – Almere-Stad, Stedenwijk – Almere-Stad, Muziekwijk |
| 24.05.1998 | entfällt                                                                                   |

Linie 2III
| Datum      | Verlauf |
| ---------- | --- |
| 26.08.2001 | Almere-Stad – Almere-Stad, Stedenwijk – Almere-Stad, Gooisekant                                                                     |
| 03.01.2010 | Almere-Stad – Almere-Stad, Stedenwijk – Almere-Stad, Gooisekant – Almere-Stad, Gooisekant West (− Almere-Poort, Groenhorst College) |
| 12.12.2010 | Almere-Stad – Almere-Stad, Stedenwijk – Almere-Stad, Gooisekant (− Almere-Poort, toekomstig Station)                                |
| 11.12.2011 | Almere-Stad – Almere-Stad, Stedenwijk – Almere-Stad, Gooisekant – Almere-Poort, toekomstig Station                                  |
| 09.12.2012 | Almere-Stad – Almere-Stad, Stedenwijk – Almere-Stad, Gooisekant                                                                     |
| 10.12.2017 | entfällt |

Linie 3I
| Jahr oder Datum | Verlauf |
| --------------- | --- |
| 1990            | Almere-Haven, Centrum – Almere, ’t Oor – Almere-Stad, Stedenwijk – Almere-Stad – Almere-Stad, Waterwijk – Almere-De Vaart                                                           |
| 24.05.1998      | Almere-Haven, Centrum – Almere, ’t Oor – Almere-Stad, Stedenwijk – Almere-Stad (− Almere-Stad, Waterwijk – Almere-De Vaart, Poldervlak – Almere-De Vaart, Penitentiaire Inrichting) |
| 03.01.2010      | Almere-Haven, Centrum – Almere, 't Oor – Almere-Stad, Stedenwijk – Almere-Stad – Almere-Stad, Waterwijk – Almere-De Vaart, Poldervlak – Almere-De Vaart, Penitentiaire Inrichting   |
| 09.12.2012      | Almere-Haven, Centrum – Almere, 't Oor – Almere-Stad, Stedenwijk – Almere-Stad – Almere-Stad, Waterwijk – Almere-Buiten, Molenbuurt                                                 |
| 14.12.2014      | entfällt |

Linie 3II
| Datum      | Verlauf |
| ---------- | --- |
| 16.08.2015 | Almere-Haven, Centrum – Almere, ’t Oor – Almere-Stad, Stedenwijk – Almere-Stad – Almere-Stad, Waterwijk – Almere-Buiten, Molenbuurt – Almere-Buiten – Almere-Buiten, Oostvaarders |
| 10.12.2017 | entfällt |

Linie 4
| Jahr oder Datum | Verlauf |
| --------------- | --- |
| 1990            | Almere-Stad, Muziekwijk – Almere-Stad, Stedenwijk – Almere-Stad – Almere-Stad, Waterwijk – Almere-Buiten – Almere-Buiten, Landgoederenbuurt                                                          |
| 24.05.1998      | Almere-Stad – Almere-Stad, Stedenwijk – Almere-Stad, Muziekwijk – Almere-Stad, Literatuurwijk |
| 26.08.2001      | Almere-Stad – Almere-Stad, Stedenwijk – Almere-Stad, Muziekwijk – Almere-Stad, Gooisekant |
| 04.09.2006      | Almere-Stad – Almere-Stad, Stedenwijk – Almere-Stad, Muziekwijk – Almere-Stad, Gooisekant – Almere-Poort, Groenhorst College                                                                         |
| 02.03.2008      | Almere-Stad – Almere-Stad, Stedenwijk – Almere-Stad, Muziekwijk – Almere-Stad, Gooisekant – Almere-Poort – Almere-Poort, Olympiakwartier                                                             |
| 14.12.2008      | Almere-Stad – Almere-Stad, Stedenwijk – Almere-Stad, Muziekwijk – Almere-Stad, Gooisekant – Almere-Poort – Almere-Poort, Columbuskwartier                                                            |
| 22.08.2010      | Almere-Stad – Almere-Stad, Stedenwijk – Almere-Stad, Muziekwijk – Almere-Stad, Gooisekant – Almere-Poort – Almere-Poort, Columbuskwartier – Almere-Poort, Homeruskwartier                            |
| 24.07.2011      | Almere-Stad – Almere-Stad, Stedenwijk – Almere-Stad, Muziekwijk – Almere-Stad, Gooisekant – Almere-Poort – Almere-Poort, Columbuskwartier – Almere-Poort, Homeruskwartier – Almere-Stad, Gooisekant1 |
| 09.12.2012      | Almere-Stad – Almere-Stad, Stedenwijk – Almere-Stad, Muziekwijk – Almere-Stad, Gooisekant – Almere-Poort, Homeruskwartier – Almere-Poort, Columbuskwartier – Almere-Poort                            |
| 10.12.2017      | entfällt |

Linie 5
| Jahr oder Datum | Verlauf |
| --------------- | --- |
| 1990            | Almere-Stad, Muziekwijk – Almere-Stad, Kruidenwijk – Almere-Stad |
| 01.10.1995      | Almere-Stad, Muziekwijk – Almere-Stad, Kruidenwijk – Almere-Stad – Almere-Stad, Parkwijk – Almere-Buiten                                                                                             |
| 24.05.1998      | Almere, Busstation ’t Oor – Almere-Stad, Muziekwijk – Almere-Stad, Kruidenwijk – Almere-Stad – Almere-Stad, Parkwijk – Almere-Buiten – Almere-Buiten, Seizoenenbuurt                                 |
| 26.08.2001      | Almere, Busstation ’t Oor – Almere-Stad, Muziekwijk – Almere-Stad, Kruidenwijk – Almere-Stad – Almere-Stad, Parkwijk – Almere-Buiten – Almere-Buiten, Seizoenenbuurt – Almere-Buiten, Oostvaarders   |
| 03.01.2010      | Almere-Stad, Componistenpad – Almere-Stad, Muziekwijk – Almere-Stad, Kruidenwijk – Almere-Stad – Almere-Stad, Parkwijk – Almere-Buiten – Almere-Buiten, Seizoenenbuurt – Almere-Buiten, Oostvaarders |
| 15.12.2013      | Almere-Stad – Almere-Stad, Parkwijk – Almere-Buiten – Almere-Buiten, Seizoenenbuurt – Almere-Buiten, Oostvaarders                                                                                    |
| 16.08.2015      | Almere-Stad – Almere-Stad, Parkwijk – Almere-Buiten – Almere-Buiten, Seizoenenbuurt – Almere-Buiten, Oostvaarders – Almere-Buiten, Stripheldenbuurt-Oost                                             |
| 10.12.2017      | entfällt |

Linie 6
| Jahr oder Datum | Verlauf |
| --------------- | --- |
| 1996            | Almere-Stad – Almere-Stad, Filmwijk |
| 24.05.1998      | Almere-Stad – Almere-Stad, Filmwijk – Almere-Stad, Danswijk – Almere-Stad, Parkwijk                                                          |
| 03.01.2010      | Almere-Stad, Noorderplassen – Almere-Stad, Kruidenwijk – Almere-Stad – Almere-Stad, Filmwijk – Almere-Stad, Danswijk – Almere-Stad, Parkwijk |
| 10.12.2017      | entfällt |

Linie 7I
| Jahr oder Datum | Verlauf                                       |
| --------------- | --------------------------------------------- |
| 1996            | Almere-Buiten – Almere-Buiten, Regenboogbuurt |
| 24.05.1998      | entfällt                                      |

Linie 7II
| Datum      | Verlauf |
| ---------- | --- |
| 10.06.2001 | Almere-Stad – Almere-Stad, Parkwijk – Almere-Stad, Tussen de Vaarten |
| 10.08.2003 | Almere-Stad – Almere-Stad, Parkwijk – Almere-Stad, Tussen de Vaarten – Almere-Stad, Sallandsekant                                                                                    |
| 11.12.2005 | Almere-Stad, Noorderplassen – Almere-Stad, Kruidenwijk – Almere-Stad – Almere-Stad, Parkwijk – Almere-Stad, Tussen de Vaarten – Almere-Stad, Sallandsekant                           |
| 03.01.2010 | Almere-Stad – Almere-Stad, Parkwijk – Almere-Stad, Tussen de Vaarten – Almere-Stad, Sallandsekant                                                                                    |
| 15.12.2013 | Almere-Stad, Componistenpad – Almere-Stad, Muziekwijk – Almere-Stad, Kruidenwijk – Almere-Stad – Almere-Stad, Parkwijk – Almere-Stad, Tussen de Vaarten – Almere-Stad, Sallandsekant |
| 10.12.2017 | entfällt |

Linie 8I
| Datum      | Verlauf                                                                   |
| ---------- | ------------------------------------------------------------------------- |
| 10.08.1997 | Almere-Stad – Almere-Stad, Danswijk – Almere-Stad, Parkwijk – Almere-Stad |
| 24.05.1998 | entfällt                                                                  |

Linie 8II
| Jahr oder Datum | Verlauf |
| --------------- | --- |
| 2007            | nur an Sonn- und Feiertagen: Almere-Stad – Almere-Stad, Stedenwijk – Almere, ’t Oor – Almere-Hout, De Kemphaan |
| 09.08.2008      | entfällt |

Linie 9
| Jahr oder Datum | Verlauf                                                                                 |
| --------------- | --------------------------------------------------------------------------------------- |
| 1996            | Almere-Buiten – Almere-De Vaart, Poldervlak – Almere-De Vaart, Penitentiaire Inrichting |
| 03.01.2010      | entfällt                                                                                |

Linie 10
| Datum      | Verlauf |
| ---------- | --- |
| 09.12.2007 | Almere-Stad, Gooisekant – Almere, ’t Oor – Almere-Stad, Danswijk – Almere-Stad, Tussen de Vaarten – Almere-Buiten                                                                                          |
| 09.12.2012 | Almere-Poort – Almere-Stad, Gooisekant – Almere, 't Oor – Almere-Stad, Danswijk – Almere-Stad, Tussen de Vaarten – Almere-Buiten – Almere-De Vaart, Poldervlak – Almere-De Vaart, Penitentiaire Inrichting |
| 10.12.2017 | entfällt |

Linie 11I
| Jahr     | Verlauf |
| -------- | --- |
| vor 1984 | Almere-Haven, Centrum – Almere, ’t Oor – Almere-Stad, Stedenwijk – Almere-Stad – Almere-Stad, Waterwijk – Almere-Buiten |
| 1990     | entfällt |

Linie 11III
| Datum      | Verlauf |
| ---------- | --- |
| 14.12.2014 | Almere-Buiten – Almere-Buiten, Eilandenbuurt – Almere-Buiten, Oostvaarders – Almere-Buiten, Stripheldenbuurt |
| 16.08.2015 | entfällt |

Linie 12
| Datum | Verlauf                                                                                                   |
| ----- | --- |
| 1987  | Almere-Haven, Centrum – Almere, ’t Oor – Almere-Stad, Stedenwijk – Almere-Stad – Almere-Stad, Kruidenwijk |
| 1990  | entfällt                                                                                                  |

Linie 14I
| Datum      | Verlauf                                                 |
| ---------- | ------------------------------------------------------- |
| 26.08.2007 | Almere-Stad, Gooisekant – Almere-Poort, Olympiakwartier |
| 09.08.2008 | entfällt                                                |

Linie 14II
| Datum      | Verlauf |
| ---------- | --- |
| 09.12.2012 | Almere-Stad – Almere-Stad, Stedenwijk – Almere-Stad, Muziekwijk – Almere-Poort |
| 16.08.2015 | Almere-Stad, Molenbuurt-Noord – Almere-Stad, Fanny-Blankers-Koen-Sportpark – Almere-Stad, Waterwijk – Almere-Stad – Almere-Stad, Stedenwijk – Almere-Stad, Muziekwijk – Almere-Poort |
| 10.12.2017 | entfällt |

Linie 17
| Datum      | Verlauf                                                        |
| ---------- | -------------------------------------------------------------- |
| 14.12.2014 | Almere-Stad, Sallandse Kant – Almere-Hout, Infopunt Nobelhorst |
| 10.12.2017 | entfällt                                                       |

Linie 19
| Jahr     | Verlauf |
| -------- | --- |
| vor 1984 | Almere-Haven, Centrum – Almere, ’t Oor – Almere-Stad, Stedenwijk – Almere-Stad – Almere-Stad, Waterwijk – Almere-De Vaart |
| 1990     | entfällt |

Linie 22
| Datum      | Verlauf                                                                        |
| ---------- | ------------------------------------------------------------------------------ |
| 10.12.2017 | Almere-Buiten, Station Buiten – Almere-Buiten, Penitentiaire Inrichting Almere |

Linie 25
| Datum      | Verlauf                                                        |
| ---------- | -------------------------------------------------------------- |
| 10.12.2017 | Almere-Stad, Sallandse Kant – Almere-Hout, Infopunt Nobelhorst |

Linie M1 (Havenmetro)
| Jahr       | Verlauf |
| ---------- | --- |
| 10.12.2017 | Almere-Stad, Station Centrum – Almere, Busstation ’t Oor – Almere-Haven, Centrum – Almere-Haven, De Steiger |

Linie M2 (Buitenmetro)
| Jahr       | Verlauf |
| ---------- | --- |
| 10.12.2017 | Almere-Stad, Station Centrum – Almere-Stad, Station Parkwijk – Almere-Buiten, Station Buiten – Almere-Buiten, Station Oostvaarders – Almere-Buiten, Stripheldenbuurt-Oost |

Linie M3 (Muziekmetro)
| Jahr       | Verlauf                                                                                      |
| ---------- | -------------------------------------------------------------------------------------------- |
| 10.12.2017 | Almere-Stad, Station Centrum – Almere-Stad, Station Muziekwijk – Almere-Stad, Componistenpad |

Linie M4 (Poortmetro)
| Jahr       | Verlauf |
| ---------- | --- |
| 10.12.2017 | Almere-Stad, Station Centrum – Almere Stad, Station Muziekwijk – Almere-Poort, Homeruskwartier – Almere-Poort, Columbuskwartier – Almere-Poort, Station Poort |

Linie M5 (Dansmetro)
| Jahr       | Verlauf |
| ---------- | --- |
| 10.12.2017 | Almere-Stad, Station Centrum – Almere-Stad, Danswijk – Almere-Stad, Station Parkwijk – Almere-Stad, Sallandsekant |

Linie M6 (Noorderplassenmetro)
| Jahr       | Verlauf                                                          |
| ---------- | ---------------------------------------------------------------- |
| 10.12.2017 | Almere-Stad, Station Centrum – Almere-Stad, Noorderplassen-Noord |

Linie M7 (Parkmetro)
| Jahr       | Verlauf |
| ---------- | --- |
| 10.12.2017 | Almere-Stad, Station Centrum – Almere-Stad, Station Parkwijk – Almere-Buiten, Station Buiten – Almere-Buiten, Station Oostvaarders |

Fußnote
1 Manche Fahrten führten direkt von der Haltestelle Almere-Stad, Gooisekant-West zur Haltestelle Almere-Poort, Homeruskwartier. Die Rückfahrt erfolgte dann über Almere-Poort. Andere Fahrten nahmen ab Almere-Stad, Gooisekant-West den umgekehrten Weg.
Weitere Anmerkungen
Im Sommer 2004 verband eine Linie 11II den Bahnhof Almere-Stad mit dem Almeerderstrand.
Die Nachtbuslinien erhielten früher die Linienbezeichnungen N1 und N2, wobei der Linienverlauf nicht den Tageslinien 1 und 2 entsprach. Ziel bei der Errichtung des Nachtliniensystems war es, die Stadtteile Almere-Haven und Almere-Buiten mit Almere-Stad zu verbinden. Die Nachtlinien gibt es seit mehr als zehn Jahren.
Am 3. Januar 2010 wurden die Nachtbuslinien N 11 bis N 15 eingeführt:
Die Nachtbuslinien N 11 bis N 14 wurden vorher als Linien A bis D betrieben. Hierbei erhielt die Linie A die neue Linienbezeichnung N 11, die Linie B wurde zur N 13, aus der Linie C wurde die N 12 und aus der Linie D die N 14. Die Nachtbuslinie N 15 war neu.
Vom 11. Dezember 2011 bis zum 9. Dezember 2017 gab es nur noch die Nachtbuslinien N 11 bis N 13.
Seit dem 10. Dezember 2017 gibt es keine städtischen Nachtbuslinien mehr. Die drei Linien N 21 bis N 23 beginnen und enden am Leidseplein in Amsterdam.

## Bahnhöfe
Der innerörtliche Verkehr wird zu einem geringeren Teil auch mit Hilfe der Bahn bewältigt. In Almere gibt es die folgenden Bahnhöfe, von denen zwischen dem Winterfahrplan 2012 und dem Fahrplan 2016/2017 nur noch Almere Centrum ein Intercityhalt war. Seit Dezember 2016 ist auch Almere Buiten wieder ein Intercityhalt.
- Almere-Poort: Station Almere-Poort
- Almere-Stad: Station Muziekwijk, Station Centrum und Station Parkwijk
- Almere-Buiten: Station Almere-Buiten und Station Oostvaarders

Der bis Mitte 2012 existierende Bahnhof Almere Strand wurde nur zu besonderen Veranstaltungen am Strand von Almere angefahren. Durch den Bau des nahegelegenen Bahnhofs Almere Poort wurde der Behelfsbahnhof Almere Strand überflüssig und mittlerweile abgebrochen.

## Anbindung der Stadtteile und Stadtviertel
Die Anbindung der Stadtteile und ggf. ihrer Stadtviertel an den öffentlichen Nahverkehr wird in der folgenden Liste angegeben. Sie ist ab dem 9. Dezember 2017 gültig.
| Nr. | Stadtteil     | Stadtviertel            | Liniennummer(n)  |
| --- | ------------- | ----------------------- | ---------------- |
| 1   | Almere Haven  | alle                    | M1               |
| 2   | Almere Stad   |                         |                  |
| 201 | Almere Stad   | Centrum Almere Stad     | M1 bis M7        |
| 202 | Almere Stad   | Filmwijk                | M5               |
| 203 | Almere Stad   | Danswijk                | M5               |
| 204 | Almere Stad   | Parkwijk                | M5               |
| 205 | Almere Stad   | Verzetswijk             | M5               |
| 206 | Almere Stad   | Waterwijk               | M2               |
| 207 | Almere Stad   | Tussen de Vaarten Noord | M5               |
| 208 | Almere Stad   | Tussen de Vaarten Zuid  | M5               |
| 209 | Almere Stad   | Staatsliedenwijk        | M1, M3 und M6    |
| 210 | Almere Stad   | Kruidenwijk             | M3 und M6        |
| 211 | Almere Stad   | Stedenwijk              | M1 und M4        |
| 212 | Almere Stad   | Muziekwijk Noord        | M3               |
| 213 | Almere Stad   | Muziekwijk Zuid         | M2               |
| 214 | Almere Stad   | Literatuurwijk          | M2               |
| 215 | Almere Stad   | Noorderplassen          | West: M6, Ost: − |
| 3   | Almere Buiten |                         |                  |
| 301 | Almere Buiten | Centrum Almere Buiten   | M2, M7 und 22    |
| 302 | Almere Buiten | Oostvaardersbuurt       | M2               |
| 303 | Almere Buiten | Seizoenenbuurt          | M2               |
| 304 | Almere Buiten | Molenbuurt              | M2 und 22        |
| 305 | Almere Buiten | Bouwmeesterbuurt        | M2               |
| 306 | Almere Buiten | Landgoederenbuurt       | M7               |
| 307 | Almere Buiten | Faunabuurt              | M7               |
| 308 | Almere Buiten | Bloemenbuurt            | M7               |
| 309 | Almere Buiten | Regenboogbuurt          | M7               |
| 310 | Almere Buiten | Indische Buurt          | −                |
| 311 | Almere Buiten | Eilandenbuurt           | M7               |
| 312 | Almere Buiten | Stripheldenbuurt        | M2               |
| 313 | Almere Buiten | Sieradenbuurt           | M2               |
| 4   | Almere Poort  |                         |                  |
| 401 | Almere Poort  | Europakwartier          | M4               |
| 402 | Almere Poort  | Columbuskwartier        | M4               |
| 403 | Almere Poort  | Homeruskwartier         | M4               |
| 404 | Almere Poort  | Olympiakwartier         | M4               |
| 405 | Almere Poort  | Almeerderzand           | −                |
| 5   | Almere Hout   |                         |                  |
| 502 | Almere Hout   | Vogelhorst              | 159 und 160      |
| 503 | Almere Hout   | Nobelhorst              | 25               |

## Besondere Vorkommnisse
Im Juni 2016 kam es in Kruidenwijk an drei Abenden hintereinander zu Angriffen auf Busse. Hierbei wurden diese jeweils von etwa 20 Jugendlichen mit Steinen beworfen. Daraufhin wurde der Busbetrieb in Kruidenwijk ausgesetzt. Die Bevölkerung war mindestens einen Tag lang vom öffentlichen Nahverkehr ausgesperrt. Betroffen waren die Linien 6 und 7.